# Ideopsis purpurata
Ideopsis purpurata är en fjärilsart som beskrevs av Butler 1866. Ideopsis purpurata ingår i släktet Ideopsis och familjen praktfjärilar. Inga underarter finns listade i Catalogue of Life.